# Music Minus One
Music Minus One ist ein Jazzalbum der Band Die Enttäuschung. Die wohl um 2022 entstandenen Aufnahmen erschienen am 20. Juli 2023 auf Two Nineteen Records.

## Hintergrund
Das Album Music Minus One bedeutete nicht nur die Rückkehr dieses Ensembles in die Studioproduktion nach mehr als einem halben Jahrzehnt, sondern dessen Erscheinen markierte auch den dreißigsten Jahrestag seines Bestehens. Die Enttäuschung ist, anders als fünf Jahre zuvor, wo die Formation mit dem Posaunisten Christof Thewes als Quintett auftrat, nur noch ein Quartett, das aus Rudi Mahall an der Bassklarinette und Klarinette, dem Trompeter Axel Dörner, dem Bassisten Jan Roder und dem Schlagzeuger Michael Griener besteht. Die Enttäuschung sei nicht weniger avantgardistisch als die anderen Projekte ihrer Mitglieder, würden sich in ihrer Musik aber auf die ganz klassischen Jazzformen beziehen, mit denen diese Mitglieder aufgewachsen sind. Ihre bisherigen Alben und Kollaborationen etwa mit Alexander von Schlippenbach (mit dem sie zunächst 2003/04 ein Live-Album aufgenommen haben, auf dem praktisch das gesamte Werk von Thelonious Monk auf drei CDs mit heiter-lässigen Interpretationen enthalten ist) hätten gezeigt, dass diese Band ihre Identität genau auf der Grenze zwischen ernsthafter, experimenteller Avantgarde und fröhlicher Verehrung eines klassischeren Jazz-Sounds ohne stirnrunzelnde dekonstruktive Agenda suche, notierte Mehmet Krljic.

## Titelliste
- Die Enttäuschung: Music Minus One (Two Nineteen Records)

1. Ich stand im Stau 4:44
2. Verlacht 4:55
3. Soderla 2:56
4. Ich hatte zu viel zu tun 3:23
5. Also 4:24
6. Grundlos eitel 2:35
7. Versiebt 3:00
8. Ich hatte den Kopf nicht frei 3:21
9. °F 4:45
10. Versägt 5:19
11. Ich bin nicht dazu gekommen 4:46
12. Verpfuscht 6:12
13. Etzadla 5:07
14. Verzögerung im Betriebsablauf 4:21
15. Vergeigt 2:53
16. Da fang ich morgen mit an 3:15
17. Ah so 3:48

## Rezeption

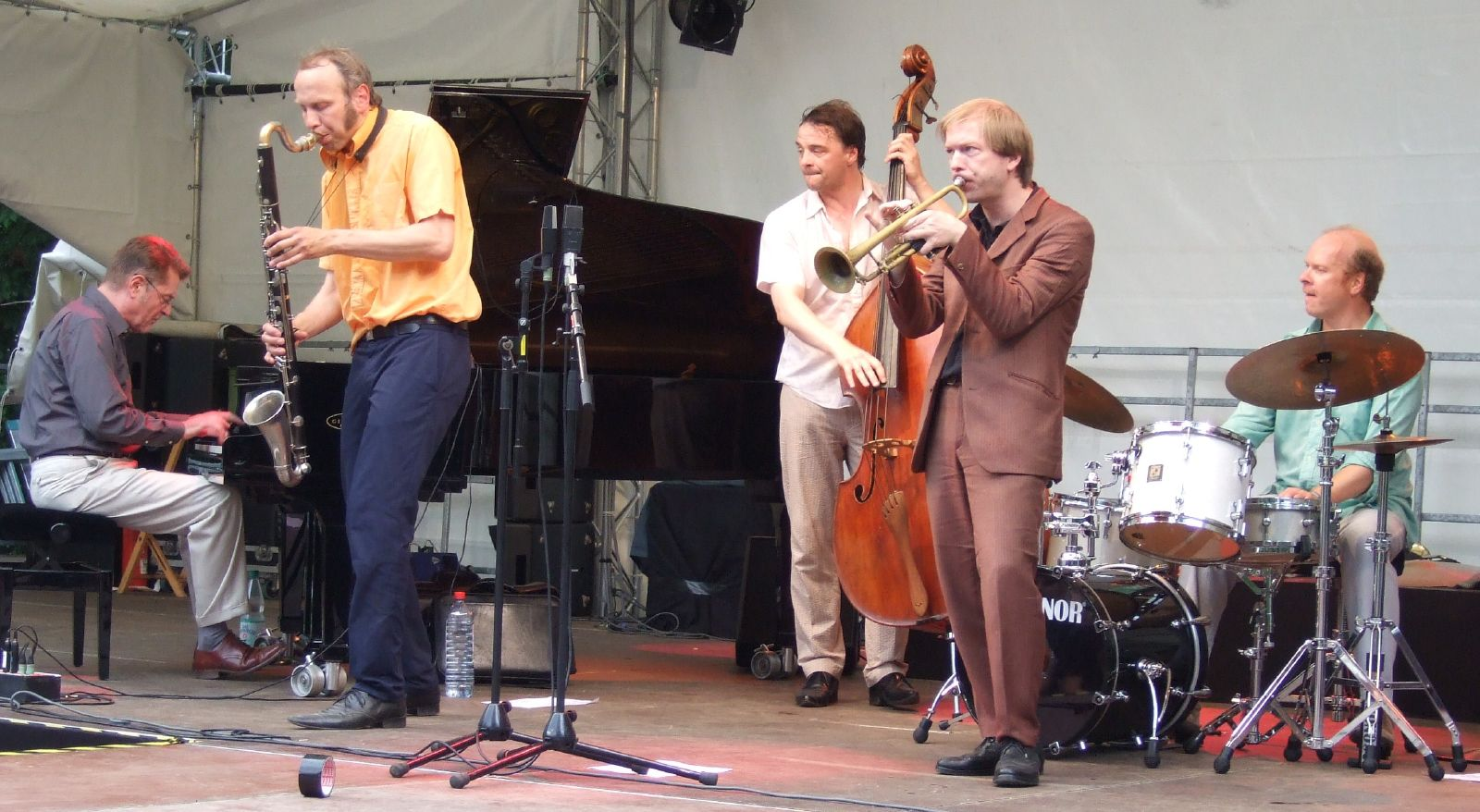
Die Enttäuschung (in der Besetzung Rudi Mahall, Axel Dörner, Jan Roder, Uli Jennessen) mit Alexander von Schlippenbach, OffsideOpen Festival 2007 in Geldern

Bereits das Plattencover von Music Minus One, das wie die meisten ihrer Alben eine witzige und skurrile Collage von Katja Mahall zeigt, weise auf die unaufdringliche, humorvoll-zurückhaltende Philosophie dieses Quartetts hin und würde tatsächlich sehr gut die Musik, die hier zu hören sein wird, kommunizieren, schrieb Mehmet Krljic (Cvecezla). Auch wenn Dörner und Mahall die „Stars“ dieser Besetzung sein dürften, sei dies eine sehr hierarchisch organisierte Musik, in der es keine wirkliche Trennung zwischen Rhythmisten und Solisten gebe. Die Enttäuschung würden energiegeladen und gut gelaunt starten und  mit der ersten Komposition „Ich stand im Stau“ eine Art Vorgeschmack auf das gesamte Material bieten. Dies sei verspielte, energiegeladene, aber nicht aggressive Musik, die das „Standard“-Format des Jazz aufrichtig liebt und nutzt, so oft sie es für richtig hält, sich aber nicht davon versklavt.
Generell seien die meisten Kompositionen so angelegt, dass sie unverhohlen die Liebe zu Melodie, Groove und einem erkennbaren Thema, das man pfeifen kann, mit einer moderneren Sicht auf das Arrangement und die Rolle der Instrumente im Quartett verbinden, schrieb Mehmet Krljic weiter. Das sei also definitiv ein Jazz-Album, das Puritaner auf beiden Seiten des Zauns kaum überraschen oder verärgern könnte. Allerdings würde Die Enttäuschung sehr programmatisch am Punkt der Konvergenz zweier scheinbar unvereinbarer Philosophien agieren und zeigen, dass sie Teil derselben Tradition sind und man sich für keine ihrer Komponenten schämen sollte.
Adam Olschewsky besprach Music Minus One für das Jazz Podium und meinte, dass die 17 Eigenkompositionen des Albums „von unterschiedlicher Anmutung“ seien, je nachdem wer der Autor eines Stückes sei. „Der Albumtitel soll, ganz US-Schule, zum Mitmachen animieren, was aber nur Fortgeschrittenen gelingen dürfe, weil das Musizierniveau doch hoch, und weil so geschlossen, wie das Quartett, kein Fitzelchen an Fremdkörper daneben passt.“ Die Band einige immer noch ihre Bewunderung für Monk und ihre Gesinnung, ihre Stücke „scharf und schräger“ zu konzipieren, aber andererseits das Denken nicht zu überschätzen, sondern die Dinge auch mal laufen zu lassen.
Rigobert Dittmann stellte in Bad Alchemy über Music Minus One fest: „Der gewohnt atemberaubende Bebop, pipapo aus den Ärmeln, den Gockelfedern geschüttelt, pfiffig gegen den Krawattenstrich und postjazzigen Leisetritt gepustet, gewitzt verwirbelt in 17 Demonstrationen, dass es sehr wohl deutschen Humor gibt.“ Die Musik sei „unisono abgezirkelt, kontrapunktisch verzahnt,“ aber dennoch könne man „kecker als diese vier … nicht quäken, tröten, rappeln, zupfen. Dieser Jazz ist nach wie vor der quicklebendigste und kitzelt sakrisch funny in der Nase.“